# Puntuación de Ferriman–Gallwey
La puntuación de Ferriman-Gallwey contituye un método para cuantificar el exceso de vello andrógeno-dependiente en mujeres en mujeres (hirsutismo). Este score fue publicado originalmente en 1961 por los Dres D. Ferriman y JD Gallwey en el Journal of Clinical Endocrinology y modificado posteriormente

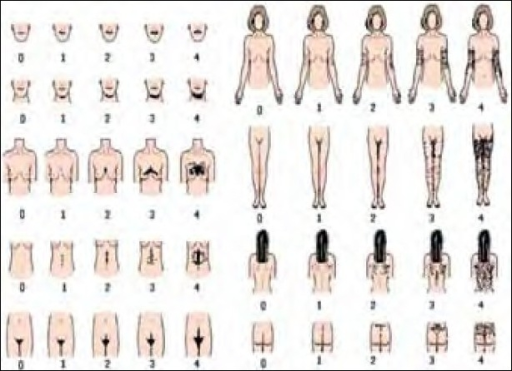
Puntuación de Ferriman-Gallwey modificada

El método original utilizaba 11 áreas del cuerpo para evaluar el crecimiento del cabello, pero en el método modificado se redujo a 9 áreas del cuerpo:
- Labio superior
- Mentón
- Pecho
- Parte superior de la espalda
- Espalda baja
- Abdomen superior
- Abdomen bajo
- Parte superior de los brazos.
- Antebrazos (eliminados en el método modificado)
- Muslos
- Piernas (eliminadas en el método modificado.

En el método modificado, el crecimiento del cabello se clasifica de 0 (sin crecimiento de cabello terminal ) a 4 (crecimiento de cabello extenso) en cada una de las nueve ubicaciones. Por lo tanto, la puntuación de un paciente puede oscilar entre una puntuación mínima de 0 y una puntuación máxima de 36. Con cada grupo étnico se debe considerar la cantidad de cabello que se espera para dicha raza. Por ejemplo, en mujeres caucásicas, una puntuación de 8 o más se considera indicativa de exceso de andrógenos.
El método se modificó en el año 2001 para incluir un total de 19 ubicaciones, siendo las 10 ubicaciones adicionales: patillas, cuello, nalgas, área inguinal, área perianal, antebrazo, pierna, pie, dedos de los pies y manos. Cada área tiene su propia definición especificada de la escala de cuatro puntos.